# Saint-Cricq-Chalosse
Saint-Cricq-Chalosse település Franciaországban, Landes megyében. Lakosainak száma 633 fő (2022. január 1.). Saint-Cricq-Chalosse Doazit, Bergouey, Brassempouy, Cazalis, Hagetmau, Maylis, Momuy és Serreslous-et-Arribans községekkel határos.

## Népesség
A település népessége az elmúlt években az alábbi módon változott:
| Lakosok száma | 576  | 568  | 585  | 607  | 633  | 636  | 641  | 645  | 647  | 633  |
|               | 1968 | 1982 | 1990 | 2006 | 2013 | 2015 | 2017 | 2019 | 2020 | 2022 |